# Broutona
Broutona (russisch Остров Броутона; jap. 武魯頓島, Buroton-tō) ist eine kleine, unbewohnte Vulkaninsel der Kurilen. Sie gehört administrativ zur russischen Oblast Sachalin und ist nach William Robert Broughton benannt.
Broutona liegt etwa 55 Kilometer nordöstlich der Insel Urup sowie 17 km nordwestlich von Tschirpoi und befindet sich somit leicht innerhalb des eigentlichen, vulkanisch aktiven Inselbogens der Kurilen. Die annähernd oval geformte Insel hat eine Länge von 4,5 km, eine Breite von bis zu 3,2 km und weist eine Fläche von etwa 7 km² auf. Sie erreicht eine Höhe von rund 800 m über dem Meer.